# 南7線駅
南7線駅（みなみななせんえき）は、かつて北海道石狩郡石狩町（現在の石狩市花川南）にあった軽石軌道の駅（廃駅）である。

## 歴史
- 1922年（大正11年）10月28日 - 軽石軌道軽川 - 花畔間開業に伴い当駅が開業。
- 1937年（昭和12年）9月 - 軽石軌道の運行休止により当駅の営業を休止。
- 1940年（昭和15年）10月23日 - 軽石軌道廃止により廃駅。

## 駅構造
駅舎はなかった。

## 駅周辺
当駅は現在の石狩手稲通の樽川3条1丁目と花川南3条1丁目の境界線上（樽川・花川南3-1交差点付近）に存在していた。
- 北海道道44号石狩手稲線（石狩手稲通）
- 石狩市立南線小学校
- 石狩市立樽川中学校
- 石狩北部地区消防事務組合消防本部
- 藤女子大学花川キャンパス

## 隣の駅
軽石軌道
軽石軌道線
南4線駅 - 南7線駅 - 南9線駅